# Excelsior Virton
Royal Excelsior Virton is een Belgische voetbalclub uit Virton in het uiterste zuiden van de provincie Luxemburg. De ploeg sloot zich aan bij de Koninklijke Belgische Voetbalbond in 1922. De club draagt stamnummer 200 en heeft groen en wit als clubkleuren.

## Geschiedenis
In 1913 werden in Virton twee clubs opgericht, namelijk Football Club Saint-Laurent Virton en Union Sportive Virtonnaise. Saint-Laurent speelde in groen-wit-gestreepte tenues, Union in blauw-witte uitrusting. Door het uitbreken van de Eerste Wereldoorlog was er die eerste jaren echter geen voetbalactiviteit. Na de oorlog werd Union provinciaal kampioen en won het ook de Beker van Luxemburg.
In 1920 werd uit FC Saint-Laurent Virton de club Excelsior Football Club Virton opgericht, die in 1922 aansloot bij de voetbalbond met stamnummer 200. De ploeg speelde in groene shirts met een witte voorkant, witte broek en zwarte sokken, ging "au Bosquet" spelen en verhuisde enige tijd later naar de Pré Jacquet. In 1925 werd US Virton uit de bond gezet omwille van de agressie tegen een scheidsrechter, de meeste spelers vertrokken naar Excelsior.
In 1927 won Excelsior het provinciaal kampioenschap en kon zo het volgende seizoen voor het eerst in de nationale bevorderingsreeksen uitkomen, toen de Derde Klasse. Virton zakte na één seizoen, maar zou voor de Tweede Wereldoorlog nog twee keer een seizoen opgaan naar de nationale promotiereeks. De club was wel een van de grote drie clubs in de provincie Luxemburg, samen met La Jeunesse Arlonaise en La Jeunesse d'Athus. In 1945 werd de naam Excelsior Sporting Club Virton, in 1951 werd dit Royal Excelsior Sporting Club Virton. Pas in 1960 kon de club weer promoveren uit de provinciale reeksen en kende die een langere succesvolle periode van 11 onafgebroken seizoen in Bevordering, ondertussen de Vierde Klasse. De club speelde in een wit-groen-rode uitrusting tot 1967. In 1971 viel de ploeg weer terug en kende die enkele moeilijke jaren, om in 1975 opnieuw kampioen te worden en opnieuw in de bevorderingsreeksen te kunnen aantreden.
In 1986 slaagde de club er voor het eerst in de Derde klasse te bereiken. In 1989 volgde echter weer een degradatie naar de bevorderingsreeksen, enkele jaren later, in 1992, viel Excelsior zelfs terug naar Eerste Provinciale, waar provinciegenoten Athus en Arlon ook speelden. De club herleefde echter, kon zich snel herpakken en werd onmiddellijk kampioen met de terugkeer naar de nationale reeksen als gevolg. Dit eerste seizoen, 1993/94, in Vierde Klasse kon Virton al een eindronde afdwingen, maar slaagde er niet in te promoveren. Het daaropvolgende seizoen werd de ploeg wel kampioen en zo kon in 1995 Virton opnieuw van start gaan in de derde klasse. De clubnaam werd verkort tot Royal Excelsior Virton.
In 2001 promoveerde Virton opnieuw, en werd zo de eerste Luxemburgse club ooit in de tweede nationale afdeling. Na acht seizoenen in tweede klasse te hebben gespeeld, zakte de club naar derde. De groen-witten kwamen tweemaal dicht bij de titel, maar strandden telkens in de eindronde. In 2013 ging de club na een spannend slot met Bocholter VV met de titel aan de haal, na een 1-0 zege thuis tegen Diegem Sport. Daarmee werd Excelsior Virton de enige Luxemburgse club in de tweede klasse.
Sinds de competitiehervorming in 2016 kwam Excelsior Virton uit in de Eerste Nationale. Na een derde plaats in het eerste seizoen, konden de Luxemburgers zich in 2017/2018 ternauwernood handhaven op het hoogste amateurniveau. Echter, de club kreeg in eerste instantie geen licentie voor het nieuwe seizoen, mede vanwege financiële perikelen. Men kon voor het BAS wel de licentie binnenslepen, zodat de groen-witten alsnog in de hoogste amateurklasse zouden aantreden.  
Op 13 juli 2018 werd bekend dat de Luxemburgse miljonair Flavio Becca de club had overgenomen. Onder zijn bewind kon de club de ambities in het nieuwe seizoen waarmaken, want men eindigde op een derde plaats in de reguliere competitie met 54 punten. Men mocht daardoor deelnemen aan de eindronde voor promotie naar Eerste klasse B. In eerste instantie kregen de Luxemburgers alleen een licentie voor de hoogste amateurklasse, maar na beroep bij het BAS kreeg men wel de licentie voor het profvoetbal. Omdat leider Thes Sport geen licentie aanvroeg voor 1B, moest Virton alleen nog afrekenen met KMSK Deinze en Lierse Kempenzonen. In de eindronde werden de groen-witten de overtuigende winnaar: op de voorlaatste speeldag werd in Lier met 0-4 gewonnen, waardoor promotie naar het profvoetbal een feit was.
Met flinke investeringen maakten de Luxemburgers een prima debuut in Eerste klasse B. In de algehele eindrangschikking van het seizoen 2019/20 eindigde het als tweede achter KVC Westerlo. Het won echter geen van beide periodetitels, waardoor het geen aanspraak mocht maken op een promotiefinale. Excelsior Virton kreeg begin april 2020 geen licentie toebedeeld voor het profvoetbal en legde daarop een klacht neer bij de Belgische Mededingingsautoriteit (BMA). Tevens vocht het de licentie aan voor het BAS, maar ook daar zwichtte men niet voor de argumentatie van de Luxemburgers. Hiermee degradeerde men na één seizoen alweer terug naar de amateurs.
Na lang procederen kreeg de club in november 2020 gelijk van het BMA, Excelsior Virton werd onterecht de proflicentie ontnomen. Het moest opnieuw worden opgenomen in het profvoetbal. In het voorjaar van 2021 vroeg het opnieuw een licentie aan en die werd toegewezen. Hierdoor mochten de Luxemburgers opnieuw gaan voetballen in de tweede klasse van het Belgisch voetbal voor het seizoen 2021/22. 
Hoewel het dat jaar op de laatste plaats eindigde, bleef Virton toch in 1B actief, doordat Excel Moeskroen geen proflicentie kreeg en naar Tweede afdeling werd verwezen. Heit seizoen 2022/23 eindigden ze op de 12de en laatste plaats van de Challenger Pro League. Flavio Becca was op zoek gegaan naar een overnemer en heeft die gevonden in profvoetballer N'Golo Kanté. Hij had vooraf geen link met de ploeg of de regio maar hij heeft een grote passie voor de sport en wil de ploeg terug naar een hoger niveau helpen.

## Palmares
- Eerste Nationale

winnaar (1x): 2019
- Belgische derde klasse

winnaar (2x): 2001, 2013
- Belgische vierde klasse

Winnaar (2x): 1986, 1995
- Provinciale Beker Luxemburg:

Winnaar (6x): 1948, 1975, 1986, 1997, 1999, 2000

## Resultaten
| Seizoen                      | Klasse | Klasse | Klasse | Klasse | Klasse | Klasse | Reeks                                     | Punten                                    | Opmerkingen |
|                              | I      | I      | II     | III    | P.I    |        |                                           |                                           | |
| ---------------------------- | ------ | ------ | ------ | ------ | ------ | ------ | ----------------------------------------- | ----------------------------------------- | --- |
| 1927/28                      |        |        |        | 14     |        |        | Bevordering B                             | 3                                         | |
| Provinciaal voetbal tot 1932 |        |        |        |        |        |        |                                           |                                           | |
| 1932/33                      |        |        |        | 13     |        |        | Bevordering C                             | 20                                        | |
| Provinciaal voetbal tot 1935 |        |        |        |        |        |        |                                           |                                           | |
| 1935/36                      |        |        |        | 14     |        |        | Bevordering A                             | 2                                         | |
| Provinciaal voetbal tot 1960 |        |        |        |        |        |        |                                           |                                           | |
|                              | I      | I      | II     | III    | IV     | P.I    | Vanaf 1952/53 zijn er 4 nationale niveaus | Vanaf 1952/53 zijn er 4 nationale niveaus | Vanaf 1952/53 zijn er 4 nationale niveaus                                                                                |
| 1960/61                      |        |        |        |        | 12     |        | Vierde Klasse A                           | 29                                        | |
| 1961/62                      |        |        |        |        | 9      |        | Vierde Klasse C                           | 29                                        | |
| 1962/63                      |        |        |        |        | 4      |        | Vierde Klasse B                           | 37                                        | |
| 1963/64                      |        |        |        |        | 6      |        | Vierde Klasse D                           | 30                                        | |
| 1964/65                      |        |        |        |        | 6      |        | Vierde Klasse A                           | 31                                        | |
| 1965/66                      |        |        |        |        | 12     |        | Vierde Klasse A                           | 23                                        | |
| 1966/67                      |        |        |        |        | 10     |        | Vierde Klasse D                           | 26                                        | |
| 1967/68                      |        |        |        |        | 8      |        | Vierde Klasse C                           | 31                                        | |
| 1968/69                      |        |        |        |        | 12     |        | Vierde Klasse D                           | 24                                        | |
| 1969/70                      |        |        |        |        | 12     |        | Vierde Klasse A                           | 26                                        | |
| 1970/71                      |        |        |        |        | 15     |        | Vierde Klasse A                           | 18                                        | |
| 1971/72                      |        |        |        |        |        | ?      | Eerste Prov. Lux.                         | ?                                         | |
| 1972/73                      |        |        |        |        |        | ?      | Eerste Prov. Lux.                         | ?                                         | |
| 1973/74                      |        |        |        |        |        | ?      | Eerste Prov. Lux.                         | ?                                         | |
| 1974/75                      |        |        |        |        |        | ?      | Eerste Prov. Lux.                         | ?                                         | |
| 1975/76                      |        |        |        |        | 7      |        | Vierde Klasse D                           | 32                                        | |
| 1976/77                      |        |        |        |        | 9      |        | Vierde Klasse D                           | 30                                        | |
| 1977/78                      |        |        |        |        | 4      |        | Vierde Klasse A                           | 36                                        | |
| 1978/79                      |        |        |        |        | 5      |        | Vierde Klasse D                           | 33                                        | |
| 1979/80                      |        |        |        |        | 7      |        | Vierde Klasse D                           | 33                                        | |
| 1980/81                      |        |        |        |        | 10     |        | Vierde Klasse C                           | 26                                        | |
| 1981/82                      |        |        |        |        | 12     |        | Vierde Klasse B                           | 24                                        | |
| 1982/83                      |        |        |        |        | 8      |        | Vierde Klasse C                           | 29                                        | |
| 1983/84                      |        |        |        |        | 8      |        | Vierde Klasse D                           | 27                                        | |
| 1984/85                      |        |        |        |        | 11     |        | Vierde Klasse D                           | 30                                        | |
| 1985/86                      |        |        |        |        | 1      |        | Vierde Klasse D                           | 41                                        | |
| 1986/87                      |        |        |        | 12     |        |        | Derde Klasse A                            | 26                                        | |
| 1987/88                      |        |        |        | 14     |        |        | Derde Klasse A                            | 25                                        | |
| 1988/89                      |        |        |        | 16     |        |        | Derde Klasse B                            | 17                                        | |
| 1989/90                      |        |        |        |        | 13     |        | Vierde Klasse D                           | 24                                        | |
| 1990/91                      |        |        |        |        | 6      |        | Vierde Klasse D                           | 32                                        | |
| 1991/92                      |        |        |        |        | 14     |        | Vierde Klasse D                           | 25                                        | |
| 1992/93                      |        |        |        |        |        | ?      | Eerste Prov. Lux.                         | ?                                         | |
| 1993/94                      |        |        |        |        | 4      |        | Vierde Klasse D                           | 35                                        | |
| 1994/95                      |        |        |        |        | 1      |        | Vierde Klasse D                           | 44                                        | |
| 1995/96                      |        |        |        | 13     |        |        | Derde Klasse A                            | 35                                        | |
| 1996/97                      |        |        |        | 8      |        |        | Derde Klasse A                            | 41                                        | |
| 1997/98                      |        |        |        | 7      |        |        | Derde Klasse A                            | 42                                        | |
| 1998/99                      |        |        |        | 7      |        |        | Derde Klasse B                            | 46                                        | |
| 1999/00                      |        |        |        | 8      |        |        | Derde Klasse B                            | 38                                        | |
| 2000/01                      |        |        |        | 1      |        |        | Derde Klasse B                            | 62                                        | |
| 2001/02                      |        |        | 11     |        |        |        | Tweede Klasse                             | 39                                        | |
| 2002/03                      |        |        | 12     |        |        |        | Tweede Klasse                             | 42                                        | |
| 2003/04                      |        |        | 6      |        |        |        | Tweede Klasse                             | 51                                        | |
| 2004/05                      |        |        | 12     |        |        |        | Tweede Klasse                             | 41                                        | |
| 2005/06                      |        |        | 14     |        |        |        | Tweede Klasse                             | 36                                        | |
| 2006/07                      |        |        | 11     |        |        |        | Tweede Klasse                             | 41                                        | |
| 2007/08                      |        |        | 6      |        |        |        | Tweede Klasse                             | 56                                        | |
| 2008/09                      |        |        | 16     |        |        |        | Tweede Klasse                             | 39                                        | Verlies in eindronde voor behoud tegen KV Woluwe-Zaventem                                                                |
| 2009/10                      |        |        |        | 13     |        |        | Derde Klasse B                            | 42                                        | |
| 2010/11                      |        |        |        | 2      |        |        | Derde Klasse B                            | 67                                        | Verlies in eindronde voor promotie tegen KV Woluwe-Zaventem                                                              |
| 2011/12                      |        |        |        | 4      |        |        | Derde Klasse A                            | 52                                        | Verlies in eindronde voor promotie tegen KSV Oudenaarde                                                                  |
| 2012/13                      |        |        |        | 1      |        |        | Derde Klasse B                            | 79                                        | |
| 2013/14                      |        |        | 13     |        |        |        | Tweede Klasse                             | 38                                        | |
| 2014/15                      |        |        | 6      |        |        |        | Tweede Klasse                             | 59                                        | |
| 2015/16                      |        |        | 12     |        |        |        | Tweede Klasse                             | 34                                        | |
|                              | 1A     | 1B     | 1Am    | 2Am    | 3Am    | P.I    |                                           |                                           | Vanaf 2016-17 zijn er 3 nationale en 2 regionale niveaus                                                                 |
| 2016-17                      |        |        | 3      |        |        |        | Eerste klasse Am.                         | 59                                        | |
| 2017-18                      |        |        | 10     |        |        |        | Eerste klasse Am.                         | 37                                        | |
| 2018-19                      |        |        | 1      |        |        |        | Eerste klasse Am.                         | 54                                        | Winst in eindronde tegen KMSK Deinze, Lierse Kempenzonen en Thes                                                         |
| 2019-20                      |        | 2      |        |        |        |        | Eerste klasse B                           | 47                                        | Virton kreeg geen licentie voor 1B en degradeerde naar Tweede afdeling ACFF                                              |
| 2020-21                      |        |        |        | -      |        |        | Tweede afdeling ACFF                      | -                                         | Competitie in oktober stopgezet door coronapandemie                                                                      |
| 2021-22                      |        | 8      |        |        |        |        | Eerste klasse B                           | 21                                        | Hoewel Virton als laatste eindigde, mocht de club dankzij het faillissement van Royal Excel Moeskroen toch in 1B blijven |
| 2022-23                      |        | 12     |        |        |        |        | Eerste klasse B                           | 14                                        | 6e en laatste in de degradatie play-off                                                                                  |
| 2023-24                      |        |        | 10     |        |        |        | Eerste nationale                          | 46                                        | |
| 2024-25                      |        |        | 4      |        |        |        | Eerste nationale ACFF                     | 32                                        | |
| 2025/26                      |        |        |        |        |        |        | Eerste nationale ACFF                     |                                           | |

## Seizoen 2022/23
| Nr.           | Naam               | Nationaliteit    | Geboortedatum | Vorige club         |
| ------------- | ------------------ | ---------------- | ------------- | ------------------- |
| Keepers       |                    |                  |               |                     |
| 1             | Geronimo De Ridder | België           | 06-09-2003    |                     |
| 8             | Anthony Sadin      | België           | 24-01-1989    | RWDM                |
| 23            | Timothy Martin     | België           | 27-03-2001    | Nîmes Olympique     |
| Verdedigers   |                    |                  |               |                     |
| 2             | Jonas Vinck        | België           | 25-10-1995    | KSV Roeselare       |
| 3             | Nicholas Rizzo     | Italië           | 11-03-2000    | Genoa CFC           |
| 4             | Marc Olivier Doué  | Frankrijk        | 11-10-2000    | PEC Zwolle          |
| 5             | Anas Hamzaoui      | België           | 14-07-1996    | Union Saint-Gilles  |
| 26            | Noah Awassi        | Duitsland        | 10-03-1998    | FC Schalke 04       |
| 28            | Ruben Droehnle     | Frankrijk        | 11-07-1998    | FK Teplice          |
| Middenvelders |                    |                  |               |                     |
| 6             | Keres Masangu      | België           | 07-03-2000    | Beerschot VA        |
| 14            | Valentin Guillaume | België           | 17-04-2001    | eigen jeugd         |
| 16            | Ibrahim Karamoko   | Frankrijk        | 23-07-2001    | Torino FC           |
| 17            | Ayyoub Allach      | België           | 28-01-1998    | Lierse Kempenzonen  |
| 18            | Jad Mouaddib       | Frankrijk        | 05-04-1999    | FCV Farul Constanța |
| 27            | Hugo Colella       | Frankrijk        | 16-09-1999    | Swift Hesperange    |
| 31            | Altin Kryeziu      | Kosovo           | 03-01-2002    | Torino FC           |
| Aanvallers    |                    |                  |               |                     |
| 7             | Herdi Bukusu       | Duitsland        | 03-04-2000    | Hamburger SV        |
| 9             | Din Sula           | Albanië / België | 02-03-1998    | Waasland-Beveren    |
| 10            | Aimery Pinga       | Zwitserland      | 06-01-1998    | FC Sion             |
| 11            | Joris Ahlinvi      | Frankrijk        | 13-07-1995    | New Mexico United   |
| 20            | Paolo Napoletano   | Italië           | 04-02-2002    | Parma Calcio 1913   |
| 21            | Jamal Aabbou       | België           | 16-05-2000    | Lommel SK           |
| 22            | Thomas Touré       | Frankrijk        | 27-12-1993    | Angers SCO          |
| 24            | Shawn Hery         | Frankrijk        | 19-03-2001    | eigen jeugd         |

### Technische staf
| Functie            | Naam               | Nationaliteit |
| ------------------ | ------------------ | ------------- |
| Coach              | Christian Bracconi | Frankrijk     |
| Sportief directeur | Tom Van Den Abeele | België        |

## Bekende (ex-)spelers
- Anthony Bartholome
- Karim Belhocine
- Guy Blaise
- Jean-Claude Bouvy
- Timothy Castagne
- Cyril Detremmerie
- Renaud Emond
- Philippe Fostier
- Marco Gbarssin
- Moussa Koita
- Stéphane Martine
- Thomas Meunier
- Olivier Werner
- Jérémie Makiese

## Trainers
- 2006-2007  Sebastien Grandjean
- 2007-2008  Sebastien Grandjean
- 2008-2009  Sebastien Grandjean
- 2009-2010  Michel Leflochmoan,  Michel Renquin
- 2010-2011  Michel Renquin
- 2011-2012  Frank Defays
- 2012-2013  Frank Defays
- 2013-2014  Frank Defays
- 2014-2015  Frank Defays
- 2015-2016  Frank Defays
- 2016-2017  Frank Defays
- 2017-2018  Frank Defays,  Samuel Petit
- 2018-2019  Marc Grosjean,  David Gevaert,  Samuel Petit
- 2019-2020  Dino Toppmöller,  Christian Bracconi
- 2020-2021 Geen trainer in het seizoen 2020-2021
- 2021-2022  Christophe Grégoire,  Pablo Correa
- 2022-2023  Christian Bracconi